# Conura magistrettii
Conura magistrettii is een vliesvleugelig insect uit de familie bronswespen (Chalcididae). De wetenschappelijke naam is voor het eerst geldig gepubliceerd in 1941 door Blanchard.